# Péter Kusztor
Péter Kusztor (nascido em 27 de dezembro de 1984) é um ciclista húngaro que competiu no ciclismo nos Jogos Olímpicos de Verão de 2008, representando a Hungria.